# Nabha
Nabha là một thành phố và là nơi đặt hội đồng đô thị (municipal council) của quận Patiala thuộc bang Punjab, Ấn Độ.

## Địa lý
Nabha có vị trí 30°22′B 76°09′Đ / 30,37°B 76,15°Đ Nó có độ cao trung bình là 246 mét (807 feet).

## Nhân khẩu
Theo điều tra dân số năm 2001 của Ấn Độ, Nabha có dân số 61.953 người. Phái nam chiếm 53% tổng số dân và phái nữ chiếm 47%. Nabha có tỷ lệ 74% biết đọc biết viết, cao hơn tỷ lệ trung bình toàn quốc là 59,5%: tỷ lệ cho phái nam là 79%, và tỷ lệ cho phái nữ là 69%. Tại Nabha, 10% dân số nhỏ hơn 6 tuổi.